# Acrocercops irrorata
Acrocercops irrorata là một loài bướm đêm thuộc họ Gracillariidae. Loài này có ở New South Wales, South Úc và Queensland.